# South Ribble
South Ribble  är ett distrikt (motsvarande kommun) i grevskapet Lancashire i England, Storbritannien. Distriktet har 112 166 invånare (2022). Större orter är Bamber Bridge, Leyland, Longton och Penwortham. Orterna Leyland och Walton-le-Dale saknar civil parishes, i övrigt är distriktet indelat i åtta civil parishes.